# Nirajan Rayamajhi
Nirajan Rayamajhi (in nepalese निरजन रायमाझी; Katmandu, 29 gennaio 1980) è un ex calciatore nepalese, di ruolo attaccante.